# Mistrzostwa Świata Juniorów w Narciarstwie Klasycznym 1980
Mistrzostwa Świata Juniorów w Narciarstwie Klasycznym 1980 – zawody sportowe, które odbyły się od 28 lutego do 1 marca 1980 r. w szwedzkim Örnsköldsvik. Podczas mistrzostw zawodnicy rywalizowali w 6 konkurencjach, w trzech dyscyplinach klasycznych: skokach narciarskich, kombinacji norweskiej oraz w biegach narciarskich. W tabeli medalowej zwyciężyła reprezentacja ZSRR, której zawodnicy zdobyli 2 złote, 3 srebrne i 1 brązowy medal.

## Program
28 lutego – 1 marca
- Kombinacja norweska – skocznia normalna, 15 km indywidualnie (M)

1 marca
- Skoki narciarskie – skocznia normalna indywidualnie (M)

28 lutego – 1 marca
- Biegi narciarskie – 5 km (K), 15 km (M)
- Biegi narciarskie – sztafeta 3×5 km (K), 3×10 km (M)

## Medaliści

### Biegi narciarskie
Mężczyźni
| Konkurencja             | Data           | Złoto                                                     | Srebro                                              | Brąz                                                                  |
| ----------------------- | -------------- | --------------------------------------------------------- | --------------------------------------------------- | --------------------------------------------------------------------- |
| Bieg na 15 km           | 28 lutego 1980 | Aleksandr Czajko                                          | Jurij Burłakow                                      | Aleksandr Kozieł                                                      |
| Bieg sztafetowy 3×10 km | 1 marca 1980   | ZSRR Aleksandr Kozieł · Jurij Burłakow · Aleksandr Czajko | Szwecja Jan Ottosson · Gunde Svan · Lars-Göran Dahl | Norwegia Arne Vidar Olsen · Hans Erik Tofte · Pål Gunnar Mikkelsplass |

Kobiety
| Konkurencja            | Data           | Złoto                                                                 | Srebro                                                      | Brąz                                                         |
| ---------------------- | -------------- | --------------------------------------------------------------------- | ----------------------------------------------------------- | ------------------------------------------------------------ |
| Bieg na 5 km           | 28 lutego 1980 | Brit Pettersen                                                        | Ragnhild Bratberg                                           | Kerstin Jung                                                 |
| Bieg sztafetowy 3×5 km | 1 marca 1980   | Norwegia Ragnhild Bratberg · Grete Ingeborg Nykkelmo · Brit Pettersen | Finlandia Kirsi Hyvärinen · Merja Oinonen · Eija Hyytiäinen | Szwecja Eva Ludvigsson · Karin Lamberg-Skog · Stina Karlsson |

### Skoki narciarskie
Mężczyźni
| Konkurencja                       | Data         | Złoto         | Srebro              | Brąz           |
| --------------------------------- | ------------ | ------------- | ------------------- | -------------- |
| Skocznia normalna - indywidualnie | 1 marca 1980 | Steve Collins | Władimir Bojarincew | Andreas Felder |

### Kombinacja norweska
Mężczyźni
| Konkurencja                                      | Data                     | Złoto          | Srebro             | Brąz        |
| ------------------------------------------------ | ------------------------ | -------------- | ------------------ | ----------- |
| Skocznia normalna, bieg na 15 km - indywidualnie | 28 lutego – 1 marca 1980 | Hubert Schwarz | Siergiej Orljanski | Lothar Hopf |

## Tabela medalowa
| Klasyfikacja medalowa | Klasyfikacja medalowa | Klasyfikacja medalowa | Klasyfikacja medalowa | Klasyfikacja medalowa | Klasyfikacja medalowa |
| Lp.                   | Państwo               | złoto                 | srebro                | brąz                  | złoto · srebro · brąz |
| --------------------- | --------------------- | --------------------- | --------------------- | --------------------- | --------------------- |
| 1.                    | ZSRR                  | 2                     | 3                     | 1                     | 6                     |
| 2.                    | Norwegia              | 2                     | 1                     | 1                     | 4                     |
| 3.                    | Kanada                | 1                     | 0                     | 0                     | 1                     |
| 3.                    | RFN                   | 1                     | 0                     | 0                     | 1                     |
| 5.                    | Szwecja               | 0                     | 1                     | 1                     | 2                     |
| 6.                    | Finlandia             | 0                     | 1                     | 0                     | 1                     |
| 7.                    | NRD                   | 0                     | 0                     | 2                     | 2                     |
| 8.                    | Austria               | 0                     | 0                     | 1                     | 1                     |